# Souk Sidi Abdessalem

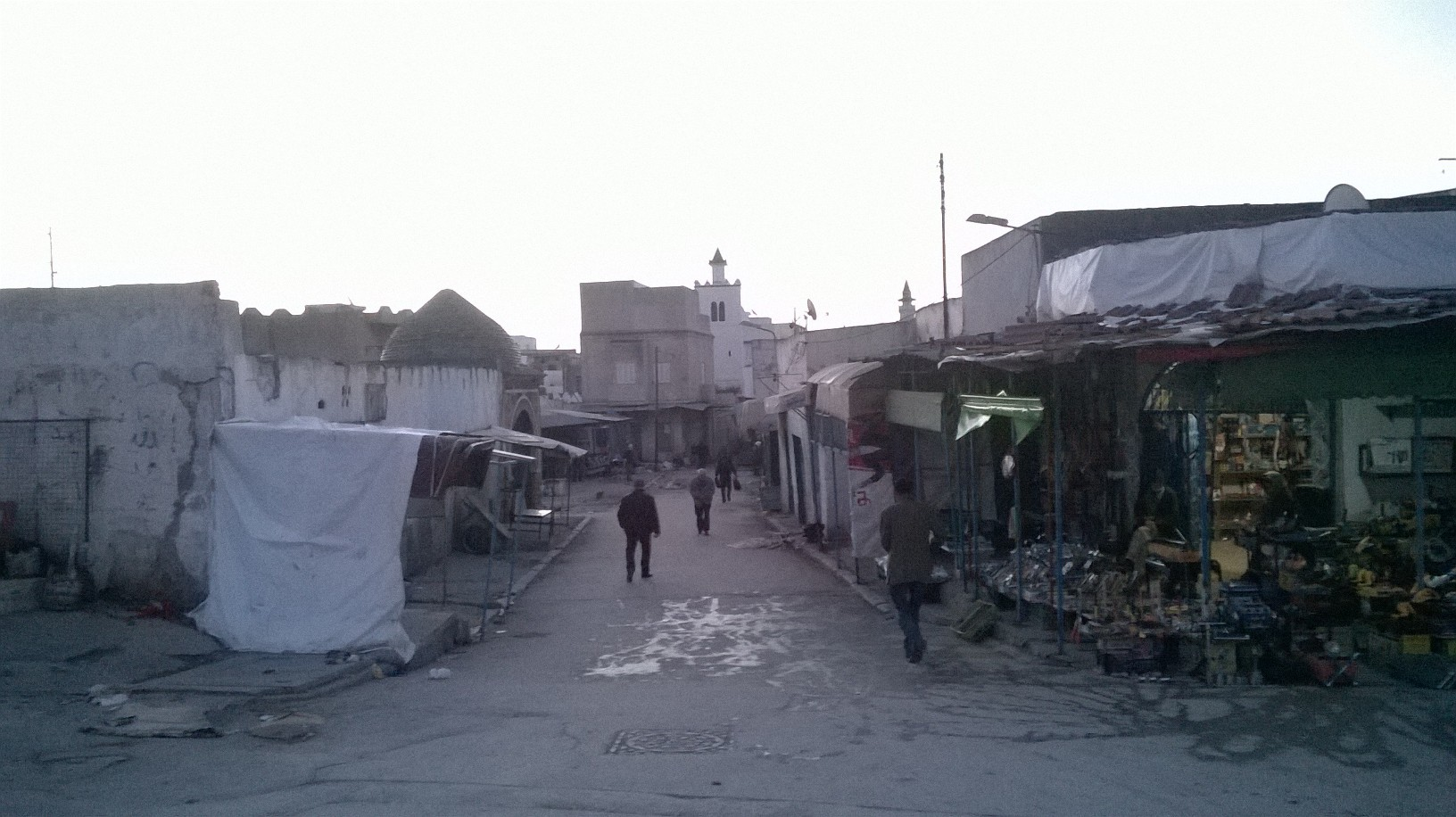
Vue du souk à l'aube.

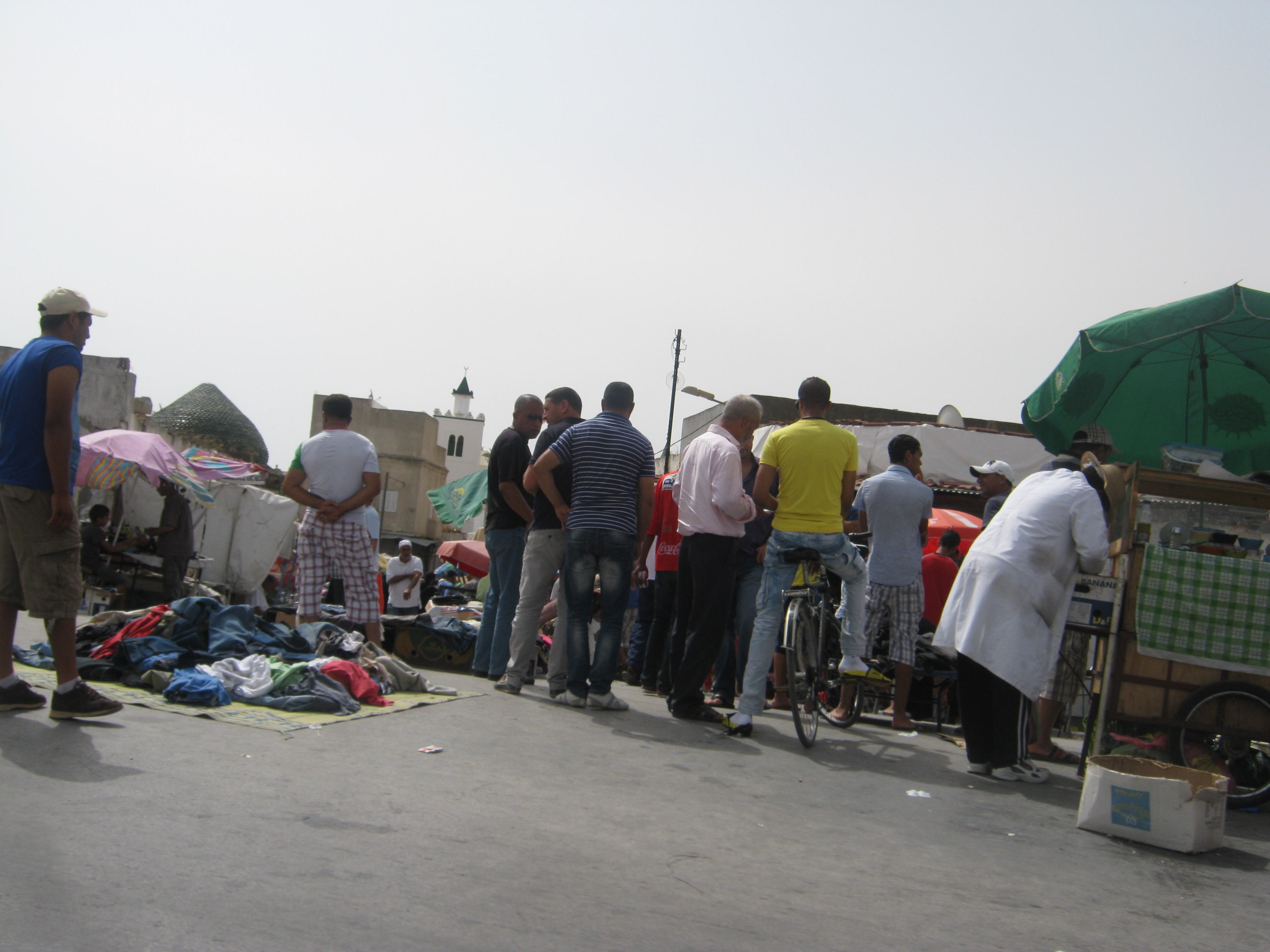
Vue du souk durant la journée.

Le souk Sidi Abdessalem (arabe : سوق سيدي عبدالسلام) est l'un des souks de Tunis, spécialisé dans la vente de la ferraille.

## Étymologie
Ce souk, tout comme la porte voisine, tire son nom du saint Abdessalam Lasmar (en), savant musulman d’origine libyenne.

## Localisation

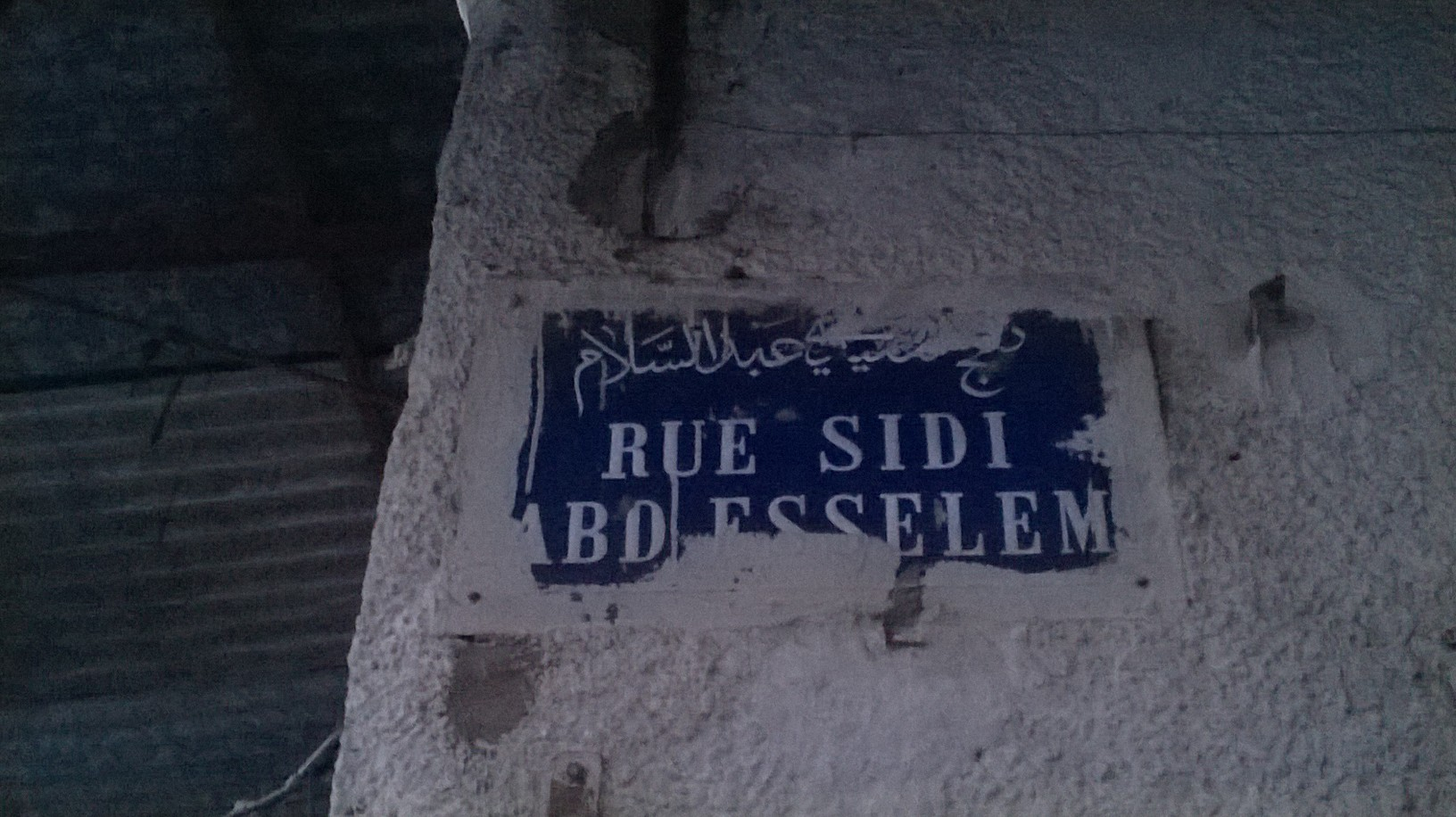
Plaque métallique indiquant la rue Sidi Abdessalem, siège du souk du même nom.

Il est situé à l'extrémité nord du faubourg septentrional de la médina de Tunis, en continuité du souk El Jedid et près de Bab Sidi Abdessalem, l'une des portes de la médina.

## Évolution
La municipalité de Tunis a construit un marché portant le même nom en face du souk, doté d'une capacité de 55 places d'étalage.

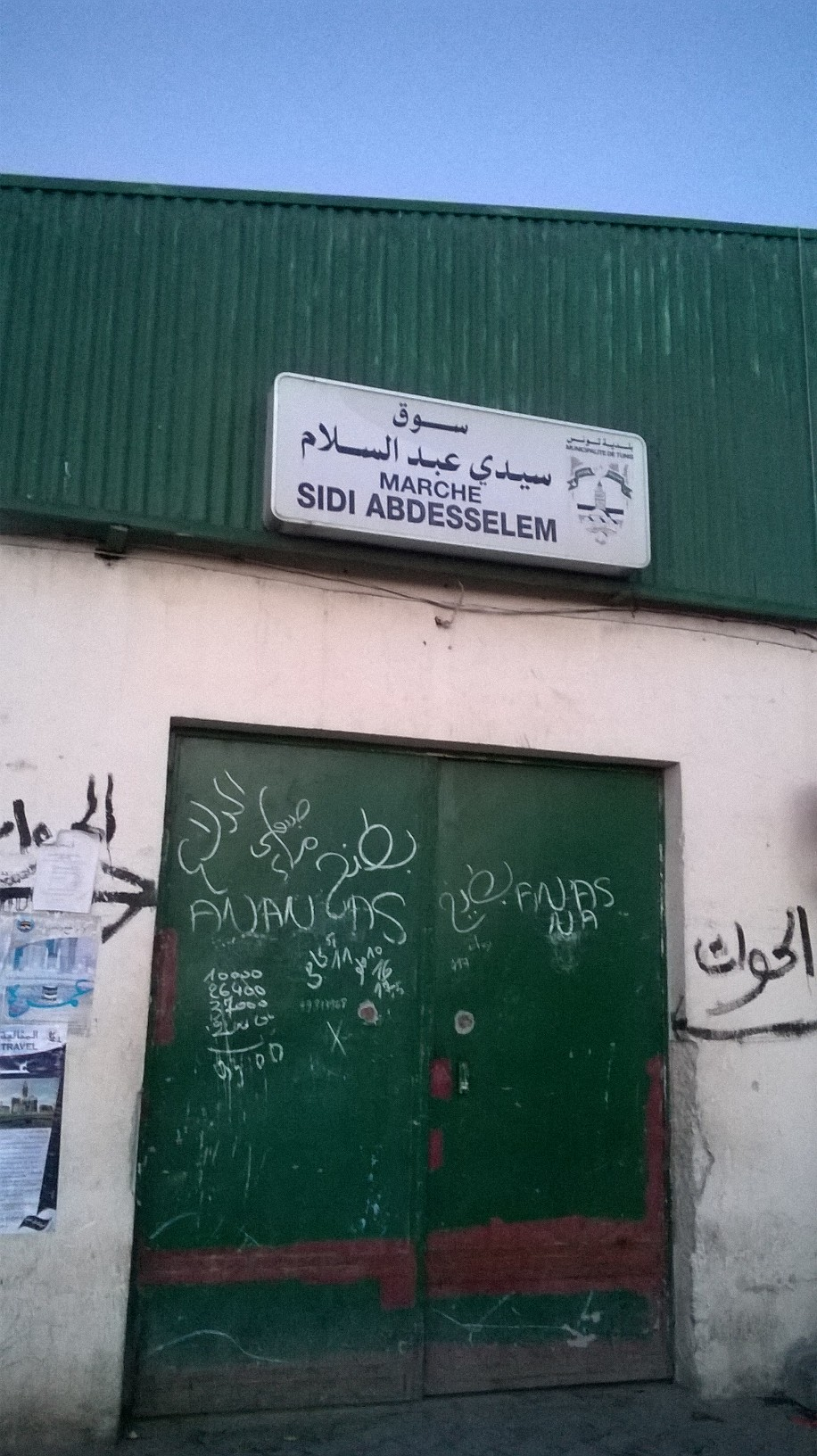
Façade du marché.
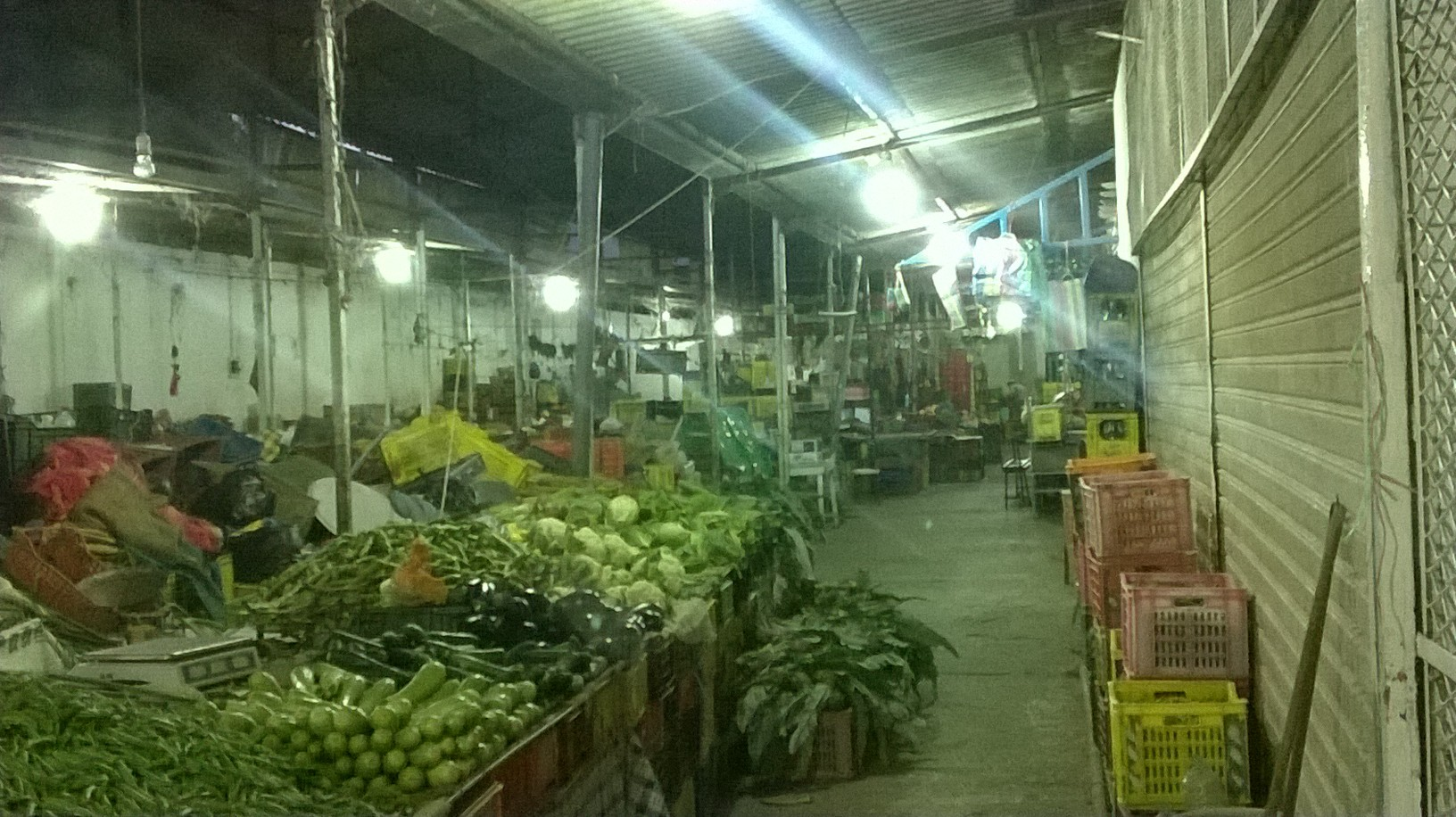
Vue de l'intérieur.

## Monuments
On y trouve une fontaine à coupole construite au début du XIXe siècle par le ministre Youssef Saheb Ettabaâ ainsi que la mosquée El Abraj.

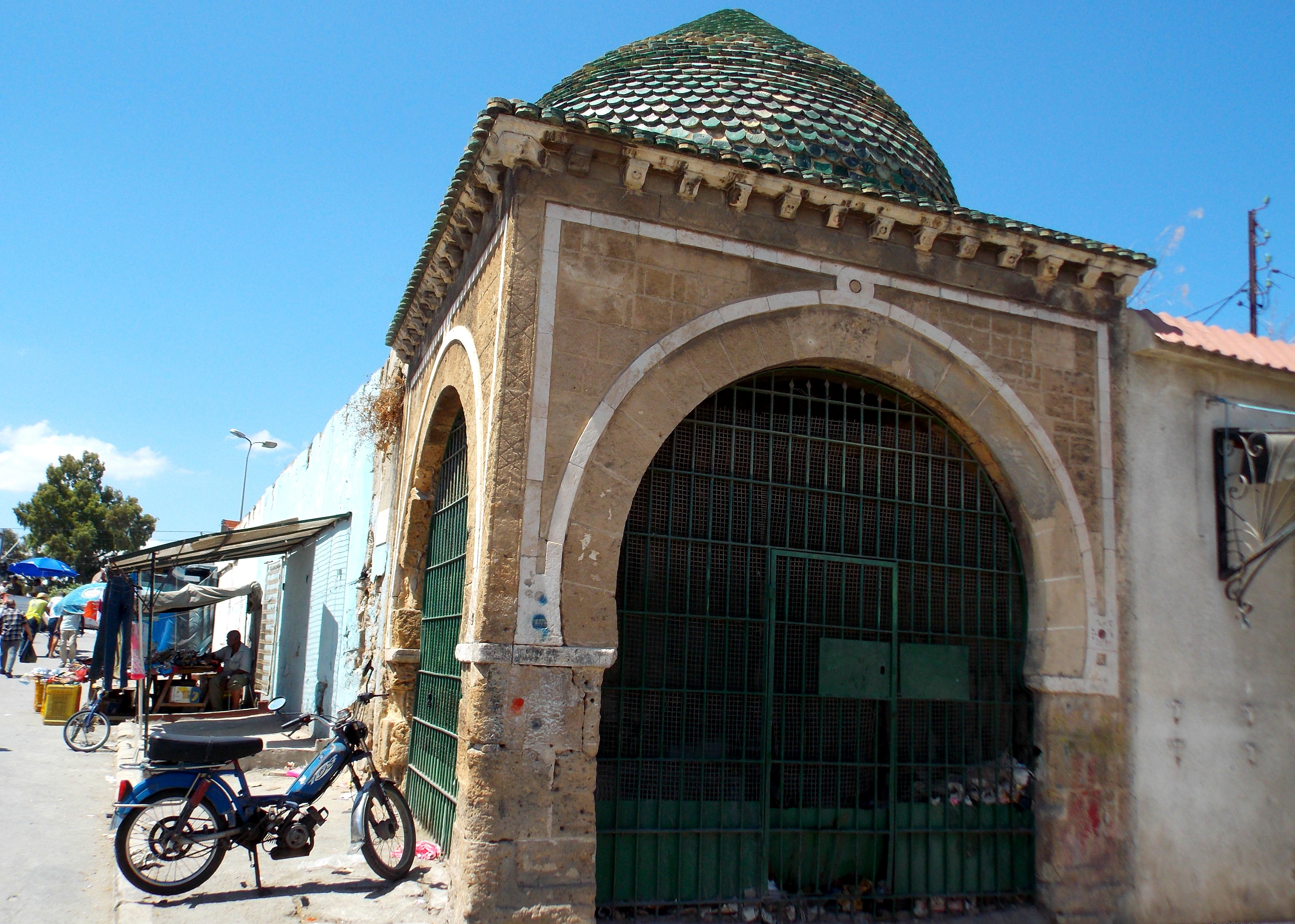
Vue de la fontaine.
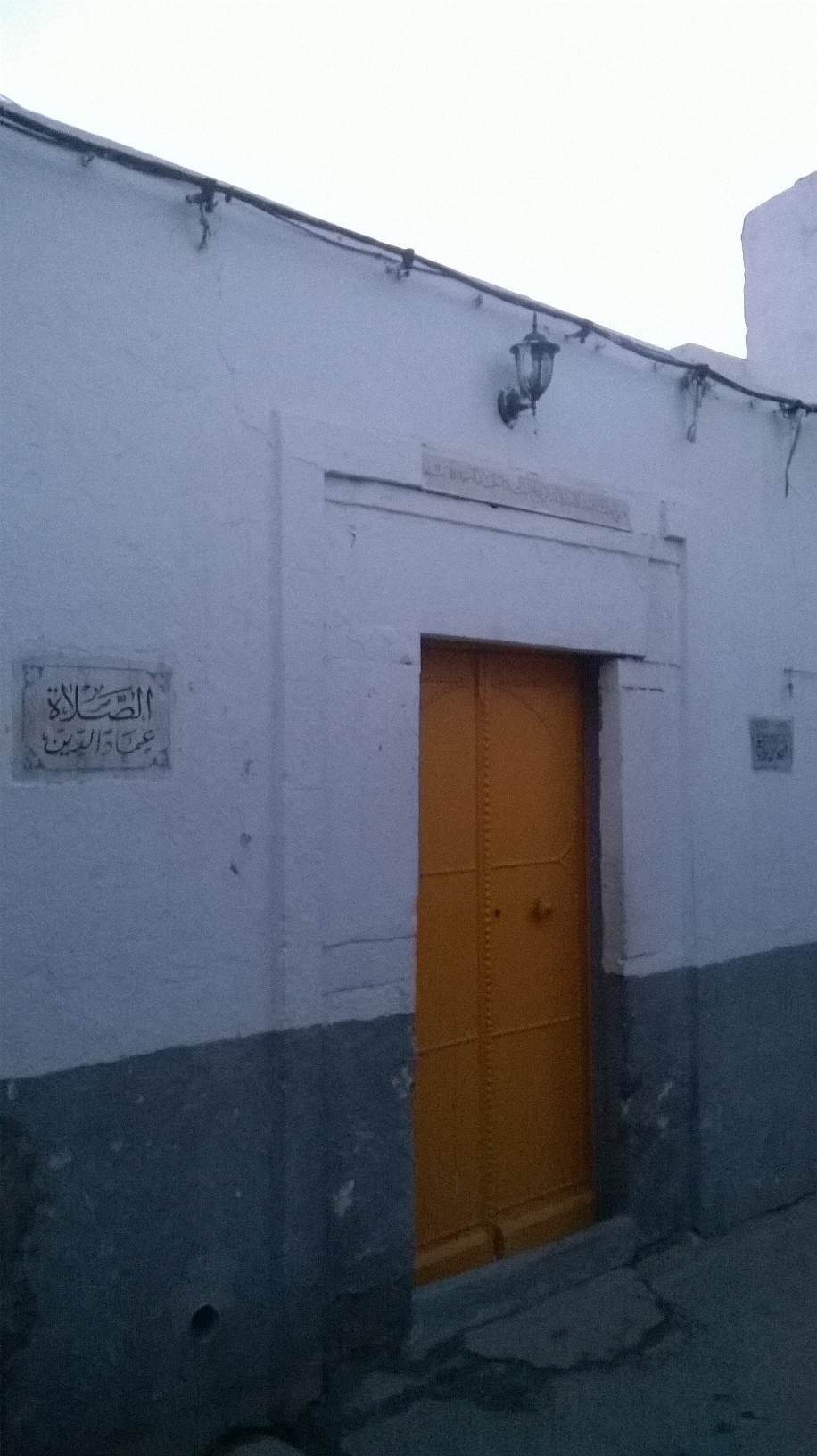
Vue de la mosquée.
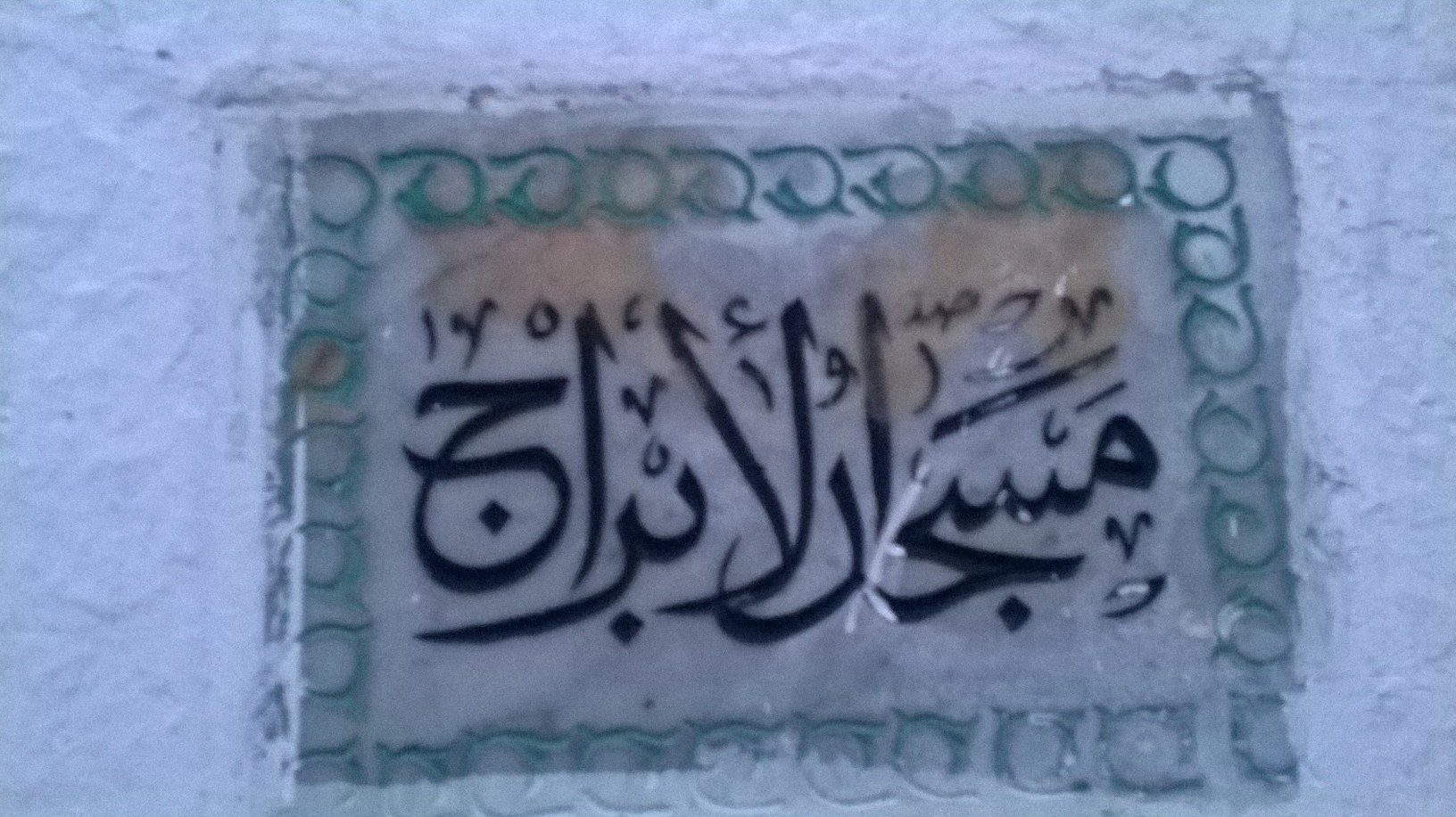
Plaque en marbre indiquant la mosquée El Abraj.